# Carabali
Carabali (em russo: Харабали) é uma cidade da Rússia e sede do distrito homônimo do oblast de Astracã.

## História
A cidade foi fundada em 1789 por colonos eslavos da parte central da Rússia Europeia, mas o nome Carabali não tem origem russa. De acordo com uma das teorias, o topónimo se origina das línguas turcas onde qara balıq significa "peixe negro".

## Geografia
Carabali se localiza a 130 quilômetros ao noroeste da capital estadual. Como toda a região, a cidade possui um clima semiárido (BSk, na classificação climática de Köppen-Geiger).
| Dados climatológicos para Carabali | Dados climatológicos para Carabali | Dados climatológicos para Carabali | Dados climatológicos para Carabali | Dados climatológicos para Carabali | Dados climatológicos para Carabali | Dados climatológicos para Carabali | Dados climatológicos para Carabali | Dados climatológicos para Carabali | Dados climatológicos para Carabali | Dados climatológicos para Carabali | Dados climatológicos para Carabali | Dados climatológicos para Carabali | Dados climatológicos para Carabali |
| Mês                                | Jan                                | Fev                                | Mar                                | Abr                                | Mai                                | Jun                                | Jul                                | Ago                                | Set                                | Out                                | Nov                                | Dez                                |                                    |
| ---------------------------------- | ---------------------------------- | ---------------------------------- | ---------------------------------- | ---------------------------------- | ---------------------------------- | ---------------------------------- | ---------------------------------- | ---------------------------------- | ---------------------------------- | ---------------------------------- | ---------------------------------- | ---------------------------------- | ---------------------------------- |
| Temperatura média (°C)             | −4,3                               | −4,0                               | 2,0                                | 11,8                               | 19,2                               | 24,4                               | 26,9                               | 24,7                               | 18,3                               | 10,6                               | 1,7                                | −3,4                               |                                    |